# Moana Original Motion Picture Soundtrack
Der Moana Original Motion Picture Soundtrack enthält die Musik zum Film Vaiana (Originaltitel Moana) und wurde am 18. November 2016 veröffentlicht.

## Produktion
Die Musik zum Film Vaiana wurde von Opetaia Foaʻi, Mark Mancina und Lin-Manuel Miranda komponiert und teilweise auch eingespielt. John Musker, der Regisseur des Films, erklärte, da die polynesischen Inseln ihre ganz eigenen Sounds haben, hätten sie Musiker von diesen Inseln gesucht, die dies originalgetreu rüberbringen können. Nachdem man den in Samoa aufgewachsenen Musiker Opetaia Foa‘i gefunden hatte, den Sänger der Weltmusikband Te Vaka, der den musikalischen Bezug zu den Inseln herstellte, brachte man diesen mit Mancina zusammen. Lin-Manuel Miranda, der dritte Beteiligte, arbeitete neben der Komposition des Soundtracks parallel an der Musik für Hamilton, ein Musical, das am 20. Januar 2015 seine Premiere feierte.

## Veröffentlichung
Der Soundtrack zum Film, der 2 CDs mit insgesamt 59 Tracks umfasst, wurde am 18. November 2016 von Walt Disney Records veröffentlicht. Neben den 14 Haupttracks, die zu Beginn des Soundtracks zu hören sind, und weiteren Musikstücken sind in der Deluxe-Edition weitere Tracks enthalten, darunter Demoversionen, Outtakes und rein instrumentale Karaoke-Tracks. Der Film selbst kam am 23. November 2016 in die nordamerikanischen Kinos und erschien am 22. Dezember 2016 in Deutschland. Bereits am 16. Dezember 2016 wurde der deutsche Original Film-Soundtrack veröffentlicht, der teilweise Übersetzungen der Lieder enthält, die in der deutschen Synchronfassung des Films verwendet werden.

## Titelliste
CD 1
1. Tulou Tagaloa – Olivia Foaʻi
2. An Innocent Warrior – Vai Mahina, Sulata Foai-Amiatu & Matthew Ineleo
3. Where You Are – Christopher Jackson, Rachel House, Nicole Scherzinger, Auliʻi Cravalho & Louise Bush
4. How Far I’ll Go – Auliʻi Cravalho
5. We Know the Way – Opetaia Foaʻi & Lin-Manuel Miranda
6. How Far I’ll Go (Reprise) – Auliʻi Cravalho
7. You’re Welcome – Dwayne ‘The Rock’ Johnson
8. Shiny – Jemaine Clement
9. Logo Te Pate – Olivia Foaʻi, Opetaia Foaʻi & Talaga Steve Sale
10. I Am Moana (Song of the Ancestors) – Rachel House & Auliʻi Cravalho
11. Know Who You Are – Auliʻi Cravalho, Vai Mahina, Olivia Foaʻi, Opetaia Foaʻi & Matthew Ineleo
12. We Know the Way (Finale) – Lin-Manuel Miranda & Opetaia Foaʻi
13. How Far I’ll Go (Alessia Cara Version) – Alessia Cara
14. You’re Welcome (feat. Lin-Manuel Miranda) [Jordan Fisher/Lin-Manuel Miranda Version] – Jordan Fisher
15. Prologue – Mark Mancina
16. He Was You – Mark Mancina
17. Village Crazy Lady – Mark Mancina
18. Cavern – Mark Mancina
19. The Ocean Chose You – Mark Mancina
20. The Hook – Mark Mancina
21. Untitled Track 21 – Mark Mancina
22. Battle of Wills – Mark Mancina
23. Kakamora – Mark Mancina
24. Wayfinding – Mark Mancina
25. Climbing – Mark Mancina
26. Tamatoa’s Lair – Mark Mancina
27. Great Escape – Mark Mancina
28. If I Were the Ocean – Mark Mancina
29. Te Ka Attacks – Mark Mancina
30. Maui Leaves – Mark Mancina
31. Heartache – Mark Mancina
32. Untitled Track 32 – Mark Mancina
33. Sails to Te Fiti – Mark Mancina
34. Shiny Heart – Mark Mancina
35. Untitled Track 35 – Mark Mancina
36. Hand of a God – Mark Mancina
37. Voyager Tagaloa – Mark Mancina
38. Toe Feiloaʻi – Mark Mancina
39. Navigating Home – Mark Mancina
40. The Return to Voyaging – Mark Mancina

CD 2
1. Unstoppable (Outtake) – Lin-Manuel Miranda
2. More (Outtake) – Marcy Harriell
3. More (Reprise – Outtake) – Marcy Harriell
4. Warrior Face (Outtake) – Lin-Manuel Miranda
5. Where You Are (Demo) – Lin-Manuel Miranda
6. You’re Welcome (Demo) – Lin-Manuel Miranda
7. Shiny (Demo) – Lin-Manuel Miranda
8. Prologue (Score Demo) – Mark Mancina
9. Village Crazy Lady (Score Demo) – Mark Mancina
10. Cavern (Score Demo) – Mark Mancina
11. Kakamora (Score Demo) – Mark Mancina
12. It’s Called Wayfinding (Score Demo) – Mark Mancina
13. Sea Monsters (Score Demo) – Mark Mancina
14. Maui Leaves (Score Demo) – Mark Mancina
15. Untitled Track 15 (Score Demo) – Mark Mancina
16. Sails to Te Fiti (Score Demo) – Mark Mancina
17. Maui Battles (Score Demo) – Mark Mancina
18. How Far I’ll Go (Instrumental) – Moana Karaoke
19. You’re Welcome (Instrumental) – Moana Karaoke

## Rezeption

### Rezensionen
Scott Feinberg von The Hollywood Reporter erkennt in der Arbeit an der Filmmusik Oscar-Potenzial, und auch das Lied We Know the Way erachtet er als Oscar-würdig. Andere Kritiker sehen dies genauso. Glenn Whipp von der Los Angeles Times hingegen sieht in dem Lied How Far I’ll Go einen aussichtsreichen Kandidaten. Beide Lieder, We Know the Way und How Far I’ll Go, wurden im Dezember 2016 als Anwärter bei der Oscarverleihung 2017 in der Kategorie Bester Filmsong in die Kandidatenliste (Longlist) aufgenommen, aus denen die Mitglieder der Akademie die offiziellen Nominierungen bestimmten. Am 24. Januar 2017 erfolgte eine offizielle Nominierung für How Far I’ll Go in dieser Kategorie. Der Soundtrack selbst wurde zudem in die Longlist für die Beste Filmmusik aufgenommen. Im Rahmen der Verleihungszeremonie wird Auliʻi Cravalho How Far I’ll Go live singen.

### Preise
American Music Awards 2017
- Auszeichnung als Top Soundtrack[13][14]

Critics’ Choice Movie Awards 2016 (Dezember)
- Nominierung als Bester Song (für das Lied How Far I’ll Go)[15]

Three Empire Awards 2017
- Nominierung (Aufnahme in die Shortlist) als Bester Soundtrack[16]

Golden Globe Awards 2017
- Nominierung als Bester Filmsong (für das Lied How Far I’ll Go – Lin-Manuel Miranda)[17]

Grammy Awards 2018
- Nominierung als Best Compilation Soundtrack For Visual Media
- Auszeichnung als Best Song Written For Visual Media (How Far I’ll Go, Lin-Manuel Miranda)[18][19]

Hollywood Music In Media Awards 2016
- Nominierung als Beste Filmmusik – Animationsfilm (Lin-Manuel Miranda, Mark Mancina, Opetaia Foaʻi)
- Nominierung als Bester Song – Animationsfilm (We Know the Way, gesungen von Lin-Manuel Miranda)[20]

International Film Music Critics Association Awards 2016
- Nominierung als Beste Musik für einen Animationsfilm[21]

Kids’ Choice Awards 2017
- Nominierung als Liebglingssoundtrack[22]

Oscarverleihung 2017
- Nominierung als Bester Song (für das Lied How Far I’ll Go – Lin-Manuel Miranda)

World Soundtrack Awards 2017
- Nominierung als Bester für einen Film geschriebener Originalsong (How Far I’ll Go – Lin-Manuel Miranda)[23]

## Kommerzieller Erfolg

### Chartplatzierungen
Der Soundtrack stieg nach seiner Veröffentlichung Ende November 2016 auf Platz 97 in die Album-Download-Charts im Vereinigten Königreich, am 9. Dezember 2016 auf Position 4 in die Soundtrack Albums Chart Top 50 (in der Folgewoche Platz 3, danach Platz 2) und auf Platz 88 in die Official Albums Chart Top 100 ein. In die Billboard 200 Album-Charts stieg der Soundtrack auf Platz 16 ein und erreichte dort Anfang Dezember 2016 Position 5, später Platz 2. Anfang Dezember 2016 stieg der Soundtrack zudem auf Platz 2 in die US-amerikanischen Soundtrack Album-Charts ein und erreichte dort in der Folgewoche Platz 1.
Das von Auliʻi Cravalho gesungene Lied How Far I'll Go stieg auf Platz 1 und das von Dwayne Johnson gesungene Lied You're Welcome auf Platz 3 in die iTunes Soundtrack Charts Top 100 ein, das von Rachel House und Auliʻi Cravalho gesungene Lied I Am Moana auf Platz 6. Eine Reihe von weiteren Liedern fand ebenfalls Einzug in die iTunes Soundtrack Charts. How Far I’ll Go führte zudem am Thanksgiving-Wochenende 2016, als der Film in die US-amerikanischen Kinos kam, die iTunes-Download-Charts an. Das von Cravalho gesungene Lied How Far I'll Go stieg Anfang Dezember 2016 auf Platz 52, You're Welcome, gesungen von Johnson, auf Platz 83, How Far I'll Go von Alessia Cara auf Platz 88 und We Know The Way von Opetaia Foaʻi und Lin-Manuel Miranda auf Platz 93 in die Billboard Top 100 ein. In die Singles Chart Top 100 im Vereinigten Königreich stieg How Far I'll Go am 13. Januar 2017 ein. Zur gleichen Zeit stieg das das von Johnson gesungene You're Welcome auf Platz 94 in die Singles Downloads Chart Top 100 ein.
Für Walt Disney Records stellte der hohe Einstieg in die Billboard 200 die höchste Album-Charts-Platzierung eines Soundtracks seit dem Film Star Wars: Das Erwachen der Macht dar, der es im Januar 2016 auf Platz 5 schaffte.
| ChartsChartplatzierungen       | Höchstplatzierung | Wochen |
| ------------------------------ | ----------------- | ------ |
| Deutschland (GfK)              | 11 (34 Wo.)       | 34     |
| Österreich (Ö3)                | 8 (42 Wo.)        | 42     |
| Schweiz (IFPI)                 | 18 (27 Wo.)       | 27     |
| Vereinigte Staaten (Billboard) | 2 (425 Wo.)       | 425    |
| Vereinigtes Königreich (OCC)   | 7 (83 Wo.)        | 83     |

| ChartsJahrescharts (2017)      | Platzierung |
| ------------------------------ | ----------- |
| Deutschland (GfK)              | 78          |
| Österreich (Ö3)                | 33          |
| Schweiz (IFPI)                 | 96          |
| Vereinigte Staaten (Billboard) | 6           |
| Vereinigtes Königreich (OCC)   | 12          |

| ChartsJahrescharts (2018)      | Platzierung |
| ------------------------------ | ----------- |
| Vereinigte Staaten (Billboard) | 52          |

| ChartsJahrescharts (2019)      | Platzierung |
| ------------------------------ | ----------- |
| Vereinigte Staaten (Billboard) | 81          |

| ChartsJahrescharts (2020)      | Platzierung |
| ------------------------------ | ----------- |
| Vereinigte Staaten (Billboard) | 82          |

| ChartsJahrescharts (2021)      | Platzierung |
| ------------------------------ | ----------- |
| Vereinigte Staaten (Billboard) | 100         |

| ChartsJahrescharts (2022)      | Platzierung |
| ------------------------------ | ----------- |
| Vereinigte Staaten (Billboard) | 110         |

| ChartsJahrescharts (2023)      | Platzierung |
| ------------------------------ | ----------- |
| Vereinigte Staaten (Billboard) | 146         |

| ChartsJahrescharts (2024)      | Platzierung |
| ------------------------------ | ----------- |
| Vereinigte Staaten (Billboard) | 161         |

### Auszeichnungen für Musikverkäufe
| Land/Region                  | Auszeichnungen für Musikverkäufe (Land/Region, Auszeichnung, Verkäufe) | Verkäufe  |
| ---------------------------- | ---------------------------------------------------------------------- | --------- |
| Australien (ARIA)            | Platin                                                                 | 70.000    |
| Dänemark (IFPI)              | 2× Platin                                                              | 40.000    |
| Deutschland (BVMI)           | Gold                                                                   | 100.000   |
| Frankreich (SNEP)            | Platin                                                                 | 100.000   |
| Kanada (MC)                  | 2× Platin                                                              | 160.000   |
| Mexiko (AMPROFON)            | Gold                                                                   | 30.000    |
| Neuseeland (RMNZ)            | 5× Platin                                                              | 75.000    |
| Österreich (IFPI)            | Platin                                                                 | 15.000    |
| Polen (ZPAV)                 | Gold                                                                   | 10.000    |
| Singapur (RIAS)              | Gold                                                                   | 5.000     |
| Vereinigte Staaten (RIAA)    | 5× Platin                                                              | 5.000.000 |
| Vereinigtes Königreich (BPI) | 2× Platin                                                              | 600.000   |
| Insgesamt                    | 4× Gold · 19× Platin ·                                                 | 6.045.000 |